# Puchiumazus lanceifolius
Puchiumazus lanceifolius – gatunek roślin z rodziny Mazaceae reprezentujący monotypowy rodzaj Puchiumazus. Jest endemitem środkowych Chin (Hubei, Syczuan i Chongqing). Rośnie w zimozielonych lasach liściastych na obszarach górskich na rzędnych 600–1250 m n.p.m. Odkryty i opisany został w końcu XIX wieku, po czym na 130 lat zaginął. Ponownie odkryto jego populacje w 2020 roku.

## Morfologia
PokrójRoślina zielna, bylina, z mięsistymi, białawymi rozłogami. Łodygi wzniesione, nierozgałęzione, osiągające do 30 cm wysokości. Młode łodygi są niewyraźnie czterokanciaste i krótko omszone, starsze są wyraźnie czterokanciaste i nagie.
LiścieNaprzeciwległe, rozmieszczone wzdłuż łodygi, bardzo krótkoogonkowe do siedzących. Blaszki wąskolancetowate o długości do 8,5 cm i szerokości do ok. 1 cm. Z wierzchu zielone i omszone, od spodu jasnozielone i nagie. Brzeg blaszki piłkowany w części wierzchołkowej, która jest zaostrzona.
KwiatyWyrastają luźno zebrane w szczytowe grono. Osadzone na szypułkach 4–7 mm, wspartych drobnymi wąskolancetowatymi lub równowąskimi przysadkami. Kielich zrosłodziałkowy, z 5 ząbkami trójkątnymi do lancetowatych, lejkowaty. Korona kwiatu dwuwargowa, kremowożółta, z czerwonawą gardzielą; ok. 2 cm długości. Dolna warga trójłatkowa, górna z dwiema łatkami. Łatki koliste. Pręciki cztery, w tym dwa dłuższe, schowane w rurce korony. Nitki pręcików cienkie i nagie. Słupek schowany w rurce korony, nagi, znamię dwułatkowe.
OwoceJajowate, nagie torebki o długości 3 mm i szerokości 2 mm.

## Systematyka
Gatunek z monotypowego rodzaju Puchiumazus. Pierwotnie opisany został jako Mazus lanceifolius w 1890 roku. Ze względu na odrębność morfologiczną na początku XX wieku zaklasyfikowany został w ramach rodzaju Mazus do monotypowej sekcji Lanceifoliae Bonati (1908). Po ponownym odkryciu w XXI wieku i badaniach molekularnych gatunek wyodrębniony został w randze osobnego rodzaju stanowiącego klad bazalny w obrębie rodziny Mazaceae. 